# دهستان ایزدخواست غربی
دهستان ایزدخواست غربی نام دهستانی در بخش ایزدخواست شهرستان زرین دشت، استان فارس در ایران است. براساس سرشماری مرکز آمار ایران در سال ۱۳۸۵، جمعیت آن ۲۹۴۶ نفر (۶۸۲ خانوار) بوده‌است.